# NewsPicks
NewsPicks是日本的一个经济新闻网站。它成立于2015年4月1日。该网站有两个版本：日文版網站主要报道日本的新闻；英文版網站主要報道美國、英國等國的新聞。

## 外部連結
- 官方网站